# Falkmanit
Falkmanit ist ein selten vorkommendes Mineral aus der Mineralklasse der „Sulfide und Sulfosalze“ mit der chemischen Zusammensetzung Pb3Sb2S6, besteht also aus Blei, Antimon und Schwefel im Stoffmengenverhältnis 3 : 2 : 6. Strukturell gehört das Mineral zu den Sulfosalzen.
Falkmanit ist in jeder Form undurchsichtig (opak), kristallisiert im monoklinen Kristallsystem und findet sich meist in Form von büscheligen bis strahligen Mineral-Aggregaten, entwickelt aber auch nadelige bis tafelige Kristalle von bleigrauer bis grauschwarzer Farbe. Seine Strichfarbe ist dagegen durchgehend schwarz.

## Etymologie und Geschichte
Erstmals entdeckt wurde Falkmanit in der Grube Bayerland bei Waldsassen im Oberpfälzer Landkreis Tirschenreuth und beschrieben 1940 durch Paul Ramdohr und Olof Ödmann. Sie benannten das Mineral nach Oscar Falkman (eigentlich Oscar Carl August Falkman, 1877–1961), dem schwedischen Industriellen und früheren Direktor des Bergbauunternehmens Boliden.

## Klassifikation
In der veralteten 8. Auflage der Mineralsystematik nach Strunz war der Falkmanit noch nicht aufgeführt.
In der zuletzt 2018 überarbeiteten Lapis-Systematik nach Stefan Weiß, die formal auf der alten Systematik von Karl Hugo Strunz in der 8. Auflage basiert, erhielt das Mineral die System- und Mineralnummer II/E.19-010. Dies entspricht der Klasse der „Sulfide und Sulfosalze“ und dort der Abteilung „Sulfosalze (S : As,Sb,Bi = x)“, wo Falkmanit zusammen mit Ardait, Boulangerit, Jaskólskiit, Moëloit und Pillait eine unbenannte Gruppe mit der Systemnummer II/E.19 bildet.
Die von der International Mineralogical Association (IMA) zuletzt 2009 aktualisierte 9. Auflage der Strunz’schen Mineralsystematik ordnet den Falkmanit in die Klasse der „Sulfide und Sulfosalze (Sulfide, Selenide, Telluride, Arsenide, Antimonide, Bismutide, Sulfarsenide, Sulfantimonide, Sulfbismutide)“ und dort in die Abteilung „Sulfosalze mit SnS als Vorbild“ ein. Hier ist das Mineral in der Unterabteilung „Nur mit Blei (Pb)“ zu finden, wo es zusammen mit Boulangerit und Plumosit die „Boulangeritgruppe“ mit der Systemnummer 2.HC.15 bildet.
In der vorwiegend im englischen Sprachraum gebräuchlichen Systematik der Minerale nach Dana hat Falkmanit die System- und Mineralnummer 03.05.02.02. Das entspricht der Klasse der „Sulfide und Sulfosalze“ und dort der Abteilung „Sulfosalze“. Hier findet er sich innerhalb der Unterabteilung „Sulfosalze mit dem Verhältnis 2,5 < z/y < 3 und der Zusammensetzung (A+)i (A2+)j [ByCz], A = Metalle, B = Halbmetalle, C = Nichtmetalle“ in einer unbenannten Gruppe mit der Systemnummer 03.05.02, in der auch Boulangerit eingeordnet ist.

## Kristallstruktur
Falkmanit kristallisiert monoklin in der Raumgruppe P21/a (Raumgruppen-Nr. 14, Stellung 3) mit den Gitterparametern a = 21,55 Å; b = 23,48 Å; c = 8,09 Å und β = 100,7° sowie 8 Formeleinheiten pro Elementarzelle.

## Eigenschaften
Falkmanit ist reflexionspleochroitisch, das heißt seine Farbe ist an der Luft reinweiß, in Öl dagegen bläulich- bis grünlichweiß.

## Bildung und Fundorte
Falkmanit bildet sich hydrothermal in Quarz-Gängen, wo er überwiegend in inniger Paragenese mit Geokronit auftritt. Weitere Begleitminerale sind unter anderem Arsenopyrit, Bournonit, Chalkopyrit, Galenit, Jarnesonit, Pyrit, Pyrrhotin, Tetraedrit und Valleriit.
Als seltene Mineralbildung konnte Falkmanit nur an wenigen Fundorten nachgewiesen werden, wobei bisher (Stand 2016) etwas mehr als 10 Fundorte bekannt sind. Neben seiner Typlokalität Grube Bayerland in der Oberpfalz trat das Mineral in Deutschland nur noch bei Brandholz (Gemeinde Goldkronach) im Fichtelgebirge (Bayern) zutage.
Der bisher einzige Fundort in Schweden ist die bereits durch Ramdohr und Ödmann beschriebene Grube Boliden in der Verwaltungsprovinz Västerbottens län (früher Västerbotten).
Weitere bisher bekannte Fundorte sind die
- Pinnacles Mine bei Broken Hill (New South Wales) und die Woodcutters Mine bei Batchelor (Northern Territory) in Australien
- Tornohuaico Mine bei Porco im Departamento Potosí in Bolivien
- Polymetall-Lagerstätten „Bairendaba“ und „Bianjiadayuan“ im Verwaltungsbezirk Hexigten-Banner des autonomen Gebietes Innere Mongolei in China
- Plaka Mine No. 80 (Filoni 80) im Bezirk Lavrio (Region Attika) in Griechenland
- Trepča Stan Terg Mine im Trepča-Komplex nordöstlich von Mitrovica im Kosovo
- Lagerstätten und Erzfelder bei Crveni Breg am Berg Avala (Belgrad) bzw. Boranja (Podrinje) in Serbien
- Gegend um Hnúšťa und Zlatá Baňa in der Slowakei